# عادل برهام
عادل برهام (8 نوفمبر 1947 - 27 ديسمبر 2013) مواليد بورسعيد، ممثل مصري قدّم العديد من الأعمال الدرامية والسينمائية، حيث شارك في أفلام «رحلة النسيان» مع محمود ياسين للمخرج أحمد يحيى، «الجلسة سرية» مع محمود ياسين ويسرا وشهيرة، «عريس من جهة أمنية» مع عادل إمام وشريف منير من إخراج علي إدريس، «بخيت وعديلة»، «رسالة إلى الوالي»، «الواد محروس بتاع الوزير» مع عادل إمام أيضاً للمخرج نادر جلال، «سحر العيون» مع الراحل «عامر منيب» ونيللي كريم، «أوقات فراغ» من بطولة راندا البحيري وكريم قاسم للمخرج محمد مصطفى «مع سبق الإصرار» مع محمود ياسين للمخرج أحمد فهمي.
ومن المسلسلات شارك في عشرات الأعمال الدرامية منها «اللي اختشوا ماتوا» من بطولة غادة عبد الرازق وأمير كرارة للمخرج كريم ضياء الدين، «وعد مش مكتوب» مع محمود ياسين للمخرج محمد حلمي، «ليالي الحلمية» مع صلاح السعدني و 
- يحيى الفخراني، للمخرج الكبير الراحل إسماعيل عبد الحافظ، ومسلسلي «الإمام أبو حنيفة النعمان» و«هارون الرشيد»؛ فضلاً عن مشاركته في العديد من الأعمال التاريخية والدينية. هذا وقد اشتهر بتقديم دور ضابط الشرطة في أغلب أعماله.

ومن الفوازير المناسبات (1988).

## أعمال

### أفلام
| - 2001: لحظات حب - أوقات فراغ:2006-اللواء أحمد سعيد الميرغني - عريس من جهة أمنية:2004-رئيس شرطة السياحة - سحر العيون:2002-سعد حامد - رحلة مشبوهة:2001 - لحظات حب:2001-لطفي - الأخطبوط:2000-مدير البنك - جنون الحياة:2000 - الليالي المرعبة:2000 - لا تقتلوا الحب:2000 - الواد محروس بتاع الوزير:1999-وزير | - رسالة إلى الوالي:1998 - بخيت وعديلة 2: الجردل والكنكة:1996-مدير المستشفى - إنذار بالقتل:1996 - وزير في الجبس:1993 - المتهمون:1992 - المغتصبون:1989-المقدم عادل - نواعم:1988-الرائد حمزة - نوع من الرجال:1988 - آسف للإزعاج:1988 | - الفلوس والوحوش:1988 - الجوازة دي مش لازم تتم:1988 - المواجهة:1987-سويلم - شاهد إثبات:1987 - الرجل يحب مرتين:1987-عمر - العملاق:1987-نادر - الجلسة سرية:1986-صلاح - عصر الحب:1986 - على هامش المدينة:1986 | - لا تدمرني معك:1986-وجدي - الشاهد الأخرس:1985 - الطائرة المفقودة:1984 - السطوح:1984-مدحت - الثأر:1982-ضابط شرطة - الأخرس:1980-حسام - مع سبق الإصرار:1979-عادل - رحلة النسيان:1978-شوقي - بياع الفل |

### مسلسلات
| - وعد و مش مكتوب:2009 - اللي اختشوا ماتوا:2006 - حبيب الروح:2006 - من غير ميعاد:2005 - أحلام سارة:2005 - سلالة عابد المنشاوي:2005 - بابا في تانية رابع:2004 - المهنة طبيب:2004 - أبيض x أبيض:2003-فريد - ملك روحي:2003 - اختطاف:2003 - خالف تعرف:2001 - تلال الغضب:2001 - نساء في الغربة:2000 - الجاني مين:2000 - الفرار من الحب:2000 - وبقيت الذكريات:1998 - ومنين أجيب ناس:1998 - أحلام وردية:1998-صالح - اللعب في المضمون:1998 - المسداوية:1998-سمير - أوراق مصرية (ج1، 2):1998، 2002-أحمد ماهر باشا - السيرة العاشورية (ج1، 2):1998، 2005 - المجهول:1998 - حب تحت الحراسة:1998 | - دهب قشرة:1998 - دمي ودموعي وإبتسامتي:1997 - الإمام الأعظم أبو حنيفة النعمان:1997 - هارون الرشيد:1997 - القضاء في الإسلام (ج7، 9):1997، 2000 - ضد التيار:1997 - الحفار:1996-أرماندو - أحلام الغروب:1996 - شقة الحرية:1996 - في بيتنا رجل:1995 - الفرسان:1995 - يوميات ونيس (ج2):1995-علي - أبو القاسم الطنبوري وإخوانه:1995 - بوابة الحلواني (ج2، 3، 4):1994، 1997، 2001-نشأت - سر الغائب:1994 - أم هلال في القاهرة:1994 - قلبي ليس في جيبي:1994 - قلب الأسد:1993-د. صلاح نور الدين - الثعلب:1993-رمزي - أهل الطريق:1993 - الوعد الحق:1993-عبيد الله بن جحش - سور مجرى العيون:1993 - عروس البحر:1993 - ليالي الحلمية (ج4):1992-واصل - المنزل الخلفي:1992 | - الخروج من الدائرة:1992 - مبروك ألف مبروك:1992 - شموع لا تنطفئ:1991 - اليقين:1990-ضيف الحلقات - احلام في الهوا:1990 - الحب في عصر الجفاف:1989 - رحلة فطوطة السحرية:1989 - الأخوة زنانيري:1988 - اللقاء الثاني:1988 - رأفت الهجان (ج1):1988-وكيل النيابة - غداً تدق الأجراس:1987 - رحلة السيد أبو العلا البشري:1986-لطفي البنا - الجوارح:1986 - عبد الرحمن بن خلدون:1985 - حلم الليل والنهار:1985 - وأدرك شهريار الصباح:1985-نادر الشبراويشي - ألوان:1985 - الزير سالم:1984 - فيه حاجة غلط:1983-وكيل النيابة - النديم:1982 - أمي الحبيبة:1982 - الأزهر الشريف منارة الإسلام:1982-الأمير عز الدين أيدمر الحلي - الإمام البخاري:1982 - الكعبة المشرفة:1981-معاوية بن أبي سفيان | - صيام صيام:1980 - بطل الدوري:1980 - القرين:1978-علي - برج الحظ:1978 - حصاد العمر:1978 - الحب والثمن - زهور وأشواك - لن نبكي من أجلهم - حكم الزمن - المرأة أصلها نمر - مهلا أيها العمر - هي والعاصفة - نداء الفجر - عيون الاخرين - أمير الشعراء أحمد شوقي - تمساح البحيرة - من دعاة الخير - فوتوغرافيا - يوميات مدينة على النيل - المتهم البريء - زمن عايش - إثنين .. إثنين - بعد الرحيل |

| \| - الجنون فنون:2005 - وجهي القمر:1996 - وعادت زوجتي:1995-الضابط عزمي - الصورة:1986-النقيب/ مجدي - أيام الخوف - مشهور في شهر العسل \| - عفيفة - رحلة الخوف والحنان - بقايا الماضي - ويبقى الزمن: المفتش - صاحبة العصمة \| - الوهم - شهر عسل جديد - الميلاد - جريمة لم ترتكب - حلم ولا علم \| | - ألابندا:1998-إبراهيم - حزمني يا:1994 - على بلاطة:1993 - بداية ونهاية:1985-الضابط - عودة الغائب:1978 - ديسكو يا هووه .. - الرعب اللذيذ | - فوازير المناسبات:1988 - دور البطولة                           |
| - الجنون فنون:2005 - وجهي القمر:1996 - وعادت زوجتي:1995-الضابط عزمي - الصورة:1986-النقيب/ مجدي - أيام الخوف - مشهور في شهر العسل | - عفيفة - رحلة الخوف والحنان - بقايا الماضي - ويبقى الزمن: المفتش - صاحبة العصمة                                                        | - الوهم - شهر عسل جديد - الميلاد - جريمة لم ترتكب - حلم ولا علم |

## روابط خارجية
- عادل برهام على موقع IMDb (الإنجليزية)
- عادل برهام على موقع الدهليز
- عادل برهام على موقع قاعدة بيانات الأفلام العربية